# Розалі Фіш
Розалі Фіш (…) — індіанська бігунка з племені Коулітц, студентка-спортсменка Центрального громадського коледжу Айови, що навчається та працює в Університеті Вашингтона.
Стала відомою після того, як будучи ученицею старшої школи племінної школи Muckleshoot, намалювала червоний відбиток руки через рот та щоки, щоб вшанувати життя зниклих і вбитих жінок корінного населення.

## Чемпіонат штату Вашингтон 1B з легкої атлетики— 2019

### Вбиті та зниклі безвісти жінки корінного населення (MMIW)
Фіш присвятила свій виступ на легкоатлетичних змаганнях штату Вашингтон 1B у 2019 році вбитим і зниклим жінкам корінного населення (MMIW). На зустрічі Фіш носила намальований червоний відбиток руки на роті; а також літери MMIW, написані на її нозі. Розалі Фіш на цей крок надихнула Джордан Марі Деніел, громадянка резервації Кул Вікаса Ояте / Нижній Брюле в Південній Дакоті. Деніел вперше нанесла відбиток руки на обличчі під час Бостонського марафону в квітні 2019 року

### Результати
Фіш посіла перше місце в бігу на 800, 1600 і 3200 метрів на чемпіонаті штату 2019 року.